# Mercado de Alginet

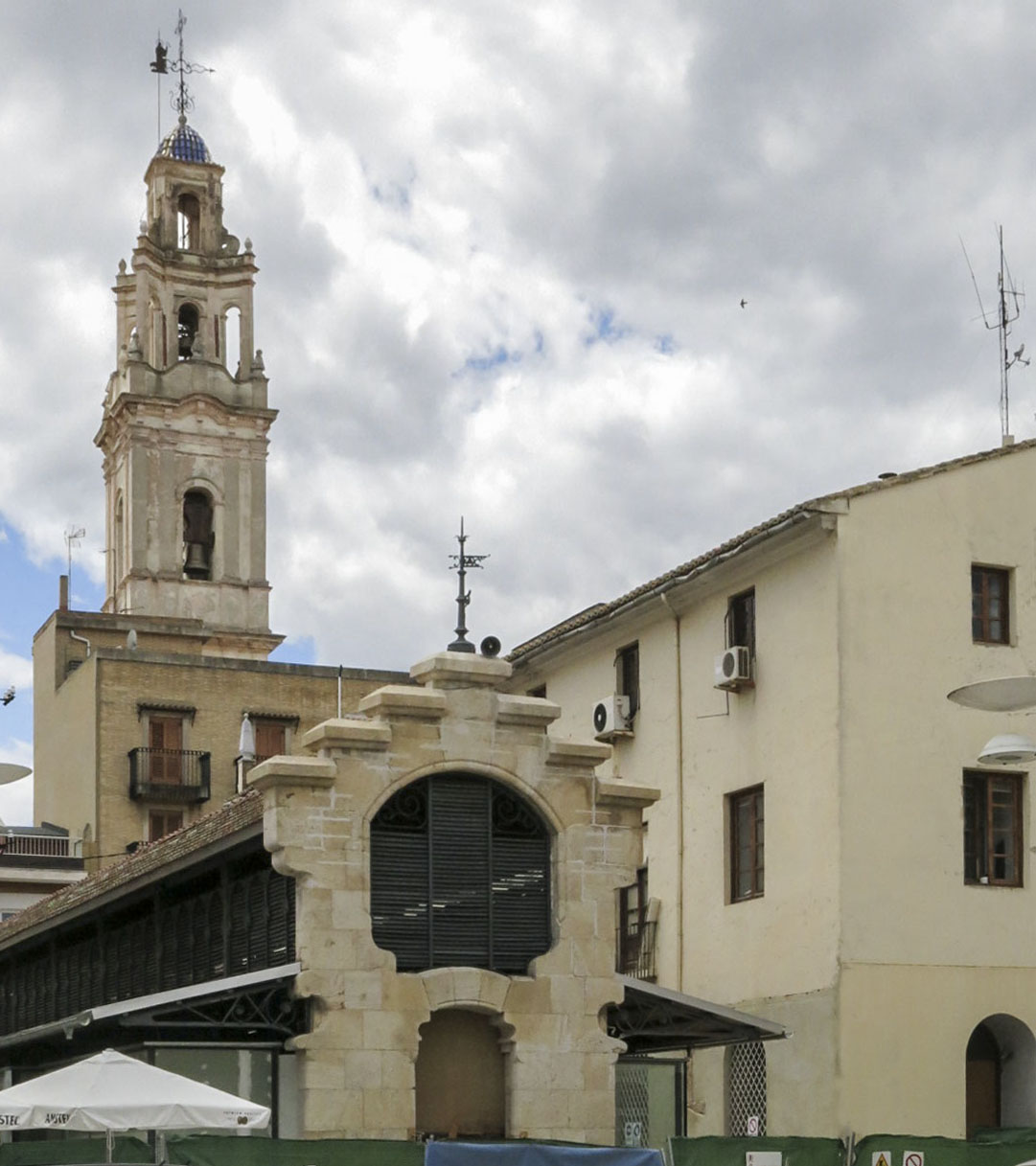
Última restauración del Mercado

El Mercado de Alginet se encuentra situado en la plaza del Mercat número 1 en el municipio de Alginet en la comarca de la Ribera Alta (Valencia), España. Está catalogado como Bien de interés cultural de la provincia de Valencia con el código 46.20.031-009, estando el expediente incoado.

## Historia
Según los expertos no hay documentación que pueda confirmar la existencia de un encargo, por parte del Ayuntamiento de Alginet, para la elaboración de un proyecto por el arquitecto Carlos Carbonell Pañella del mercado de Alginet; pero sí existen los que establecen la aprobación del proyecto de construcción. Entre los documentos existentes, hay actas municipales, así como el proyecto propiamente y rectificaciones realizadas por el arquitecto provincial, así como cartas del gobernador aprobando definitivamente el proyecto. Se construyó en la plaza de las Malvas, entre la fachada lateral del ayuntamiento y edificaciones de carácter particular.
El mencionado proyecto está firmado por el autor, Carlos Carbonell Pañella, el 15 de abril de 1903, fue aprobado por el Gobernador el 20 de enero de 1904. La inauguración del mercado se llevó a cabo en 1905. La última reforma llevada a cabo fue en 1994. 
Se aprecian cantidad de elementos típicos del modernismo valenciano.

## Descripción
El mercado tiene una única nave central cubierta, con marquesinas laterales, que permiten definir tres cuerpos. Bajo la nave cubierta, que se iluminaba a través de las persianas del cuerpo central, el espacio está destinado a los puestos de los vendedores, distribuyendo las mesas en dos hileras en el sentido longitudinal, dejando entre ambas un pasillo para circulación. Para acceder al pasillo entre puestos hay un hueco, que parece albergaba la carpintería con motivos decorados. En el centro del mercado se disponen dos pequeños andenes para que alrededor de unos 18 vendedores pudieran hacerlo sin mesa. 
El mercado presenta unos ventanales que ofrecen una partición enmarcada por la separación entre pórticos estructurales, dividida en cuatro partes iguales separadas por pequeñas columnas de hierro fundido y muy decoradas con motivos vegetales dejando un arco con forma casi circular. 
El mercado tiene dos puertas, una al norte y otra al sur de la nave, siendo las fachadas idénticas fabricadas en piedra caliza con acabado abujardado, y rematadas superiormente de manera escalonada.
Muchos de los elementos decorativos han desaparecido con las posteriores modificaciones y restauraciones.
Existen sendas escaleras laterales (fabricadas en la misma piedra que el resto de la fachada) que se utilizaron para salvar el desnivel de la calle y la plaza a las que recae el mercado.
La estructura del mercado es metálica por completo, con ocho cuchillos que descansan sobre columnas de fundición, provistas de capiteles decorados con hojas vegetales de formas sinuosas. Por su parte, las veinte marquesinas, están sobredimensionadas, para permitir la posibilidad de estar sometidas a mayores cargas de forma eventual.
El hierro se utiliza en la construcción en todas sus formas, laminado (en los perfiles estructurales cuchillos), forjado ( en las rejas y verjas) y fundido ( en el armazón de persianas, escudos y columnas).
También se utiliza en la construcción la piedra, un pétreo calizo para sillería y mampostería, que será utilizado también para pavimento. También la piedra arenisca serviría para las losas de rastrillos. También se usa la teja plana para los techos. 